# Mk II Matilda
Mk II Matilda (oficjalnie Tank, Infantry, Mk II, Matilda (A12)) – brytyjski czołg piechoty z okresu II wojny światowej, jedyny brytyjski pojazd pancerny, który służył od początku wojny do ostatnich jej dni.
Prace nad opracowaniem nowego czołgu wedle specyfikacji A12 rozpoczęły się w 1936. Jako że nowy pojazd miał być uzbrojonym w działo, większym wariantem dwuosobowego czołgu A11 Matilda, początkowo określano go mianem Matilda Mk II, Matilda Senior lub przydomkiem Waltzing Matilda. Jednak odkąd wcześniejszy model wycofano ze służby w 1940, przydomkiem Matilda zaczęto niemal powszechnie określać właśnie późniejszy typ.
W momencie rozpoczęcia produkcji w 1938 roku Mk II Matilda była najsilniej opancerzonym czołgiem na świecie, choć jej możliwości ograniczały niewielka prędkość oraz stosunkowo słabe uzbrojenie. Ze względu na silny pancerz, w początkowym okresie walk w Afryce odnosiła znaczące sukcesy, szczególnie przeciwko czołgom włoskim, podobnie wyglądała sytuacja na początku walk we Francji. Później jednak straty brytyjskie wzrosły, a po 1943 roku czołgi Mk II Matilda używane były już tylko do szkolenia, w linii jej miejsce zajęły szybsze i lżejsze maszyny Mk III Valentine.
Około 400 pojazdów użytkowali Australijczycy – Matildy okazały się bardzo skuteczne w walce z japońskimi czołgami. Ponad 900 czołgów trafiło do ZSRR i wzięło udział w walkach na froncie wschodnim. Rosjanie używali nielicznych czołgów tego typu do 1945 roku, podczas gdy armia australijska wykorzystywała je aż do 1955 roku. Łącznie wyprodukowano ok. 2900 sztuk. Powstało także wiele wariantów specjalnych.

## Historia
Wymagania dla nowego czołgu piechoty mającego być następcą Mk I Matilda (A11) opracowano we wrześniu 1936 roku w momencie, kiedy A11 przechodził pierwsze próby. Już wtedy brytyjskie dowództwo uświadomiło sobie, że Mk I Matilda nie dysponuje odpowiednią siłą ognia. Prace nad nowym projektem powierzono firmie Vulcan Foundry w Newton-le-Willows. W zamierzeniach miał to być pojazd o większych rozmiarach i większej masie oraz zwiększonej do trzech osób załodze. Planowano też wzmocnić uzbrojenie, montując w wieży armatę. Drewniana makieta pojazdu powstała w kwietniu 1937 roku, ale opóźnienia programu spowodowały, iż pierwszy prototyp oznaczony A12E1 (T3431) ukończony został dopiero rok później. Nowy pojazd przekazano do Mechanisation Experimental Establishment w Farnborough, gdzie czołg poddano próbom. Wkrótce do prób dołączył również drugi prototyp A12E2 (T3432). Pojazdy były testowane z wynikiem pozytywnym podczas 1000-milowej trasy. Jedyne problemy pojawiły się w układzie chłodzenia, co powodowało przegrzewanie się silników. Po wyeliminowaniu zauważonych w czasie prób problemów z chłodzeniem czołg skierowano do produkcji seryjnej.

## Nazwa
Oficjalna nazwa pojazdu brzmiała Tank, Infantry, Mk II, Matilda (A12). Nazwa Matilda pochodziła od wcześniejszego czołgu piechoty Mk I Matilda, którego Matilda II w zamierzeniach miała być jedynie ulepszoną wersją, a w efekcie powstał nowy czołg. Od 1935 używano nazwy Matilda jako kryptonimu oznaczającego ściśle tajne projekty nowych czołgów brytyjskich. Nazwę miał wymyślić gen. Hugh Elles, w połowie lat 30. XX wieku odpowiedzialny za uzbrojenie armii brytyjskiej, któremu „wygląd i chód” czołgu Matilda I miał przypominać kaczkę, choć nie jest jasne dlaczego kaczka skojarzyła mu się z imieniem Matilda.
Nowy czołg początkowo nazywany był nieoficjalnie Matilda Senior, a następnie Matilda II. W czasie wojny popularny był również przydomek Waltzing Matilda, nawiązujący do znanej australijskiej piosenki.
Ze względu na skuteczność, jaką wykazywały Matildy szczególnie w początkowym okresie walk w Afryce, pojazd nazywano też Queen of the Desert – Królowa Pustyni. Pancerz czołowy Matildy II był odporny na ostrzał ówczesnych armat przeciwpancernych, a nawet artylerii polowej.

## Produkcja
11 czerwca 1938 roku złożono pierwsze zamówienie w firmie Vulcan Foundry na 140 czołgów. Kolejne na 40 pojazdów otrzymała firma Ruston & Hornsby Ltd. z Lincoln. W późniejszym czasie produkcję prowadzono również w zakładach John Fowler & Co z Leeds, North British Locomotive Company z Glasgow, Harland & Wolff z Belfastu oraz London Midland and Scottish Railway z Horwich. Pierwsza partia 20 wozów miała być wykonana z tzw. stali miękkiej, gdyż miała służyć wyłącznie do szkolenia. W związku z trudnościami, jakie wiązały się z opanowaniem technologii produkcji pojazdu oraz kooperacją pomiędzy poszczególnymi wykonawcami i dostawcami, produkcja czołgu znacznie się opóźniała. W dniu przystąpienia Wielkiej Brytanii do wojny w linii znajdowały się tylko dwa czołgi Matilda Senior.
W momencie rozpoczęcia produkcji Mk II Matilda była najsilniej opancerzonym czołgiem na świecie oraz pierwszym brytyjskim czołgiem z silnikiem wysokoprężnym.
Produkcję pojazdu zakończono w sierpniu 1943 roku. Łącznie wyprodukowano około 2900 pojazdów (2890, 2980, 2987).

## Wersje produkcyjne
- Infantry Tank Mk II Matilda I[d] – pierwszy model produkcyjny, z dwoma silnikami wysokoprężnymi AEC, uzbrojony w armatę 2-funtową OQF kalibru 40 mm oraz karabin maszynowy Vickers kalibru 7,7 mm chłodzony wodą[16].
- Infantry Tank Mk IIA Matilda II[e] – wersja, w której karabin maszynowy Vickers zastąpiony został przez karabin maszynowy Besa kalibru 7,92 mm[16].
- Infantry Tank Mk IIA* Matilda III[f] – w tej wersji zastosowano nowe silniki wysokoprężne Leyland[16]. Czołgi z nowymi silnikami wyróżniały się dwiema rurami wydechowymi – symetrycznie po obu stronach tylnej części kadłuba[1][15]. Zamontowano też nową radiostację No 19 z dwoma antenami prętowymi[1]. Przetestowano również pojazd, na którym zamontowano przekładnię główną i boczne firmy Wilson. Do prób użyto drugiego prototypu, a planowane oznaczenie tej wersji to Mk IIB[15]. Takie rozwiązanie nie zostało przyjęte do produkcji[1].
- Matilda III CS[g] (ang. Close Support – bliskiego wsparcia) – wersja Matildy III uzbrojona w haubicę 3-calową (76,2 mm)[1][15].
- Infantry Tank Mk IIA** Matilda IV[h][16] – wersja ze zmodyfikowanym silnikiem Leyland (poprawiono mocowanie silnika, zmieniono położenie przewodów olejowych, powiększono zbiorniki z paliwem, dodano możliwość awaryjnego zrzutu paliwa)[19].
- Matilda IV CS[i] – wersja Matildy IV uzbrojona w 3-calową haubicę 76,2 mm[1].
- Matilda V[j] – ostatnia wersja produkcyjna, w której zaczęto montować pneumatyczne wspomaganie skrzyni biegów firmy Westinghouse, zaprzestano montowania reflektora sygnalizacyjnego[1][18].

## Pojazdy specjalne

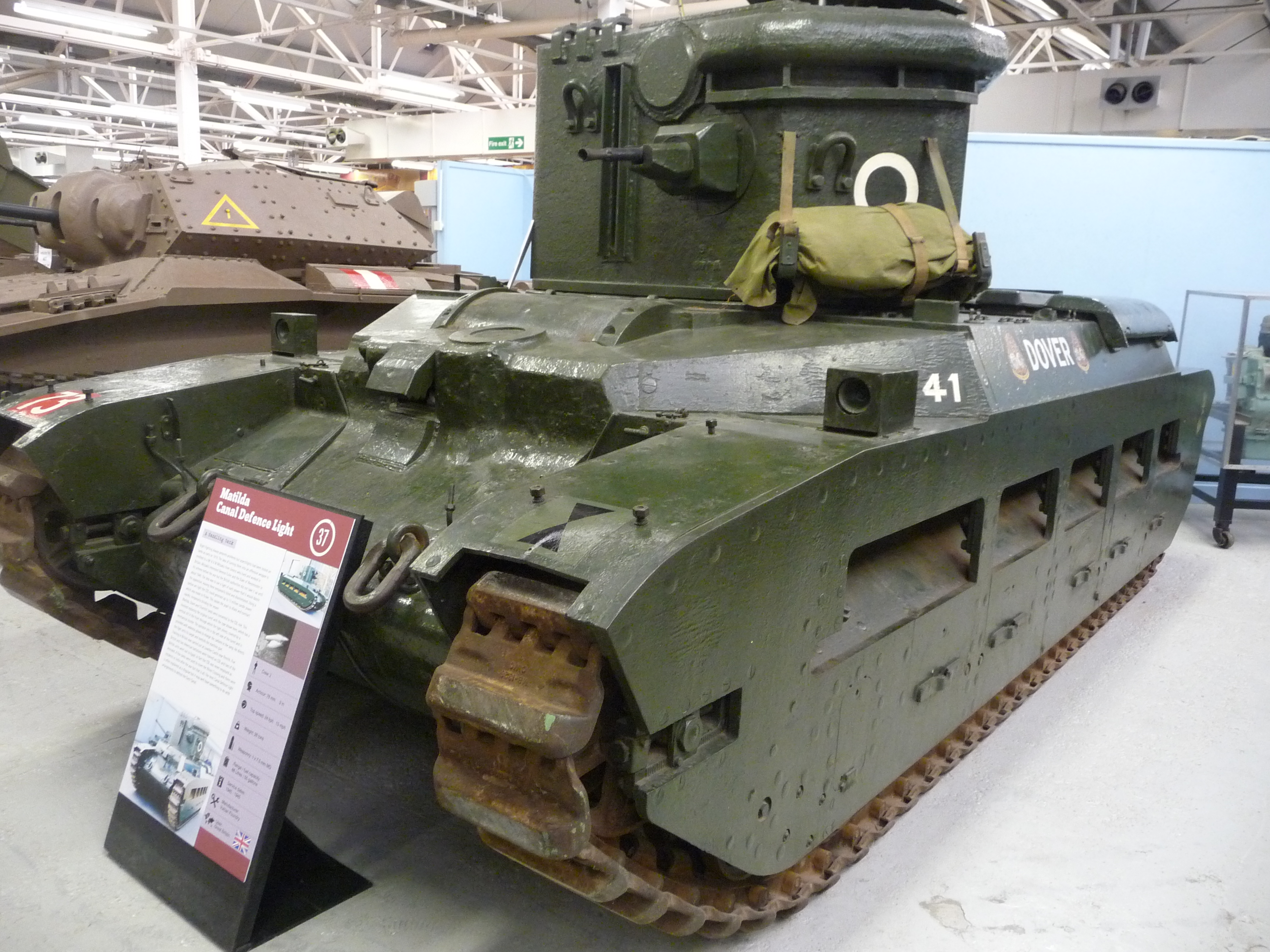
Matilda CDL w Bovington Tank Museum

- Matilda CDL (CDL – Canal Defence Light) – czołg wyposażony w silny reflektor łukowy zamontowany w wieży o grubości pancerza 65 mm i specjalnej konstrukcji. W wieży po lewej stronie zajmował miejsce operator reflektora obsługujący również karabin maszynowy Besa kalibru 7,92 mm. Z prawej strony umieszczono lampę łukową, której światło za pomocą układu luster było kierowane do pionowej szczeliny. Szczelina była chroniona żaluzją, którą można było również wywoływać efekt migotania światła. Światło dawało wiązkę oślepiającą przeciwnika o szerokości 300 m, wysokości 30 m i odległości do 900 m. Drugim członkiem załogi był kierowca obsługujący również radiostację. Przebudowano do 300 pojazdów. Były na wyposażeniu 1. i 32. brygady oraz 42. RTR w Afryce. Prawdopodobnie nigdy nie były użyte bojowo. Służyły tylko do szkolenia. Później zastąpione przez czołgi Grant CDL[16][20][21][22].
- Matilda Crane – czołg wyposażony w dźwig o udźwigu 5 ton służący do wymiany wież na czołgach będących na wyposażeniu oddziałów CDL. Wymieniano wieże z reflektorami na standardowe i odwrotnie[23].

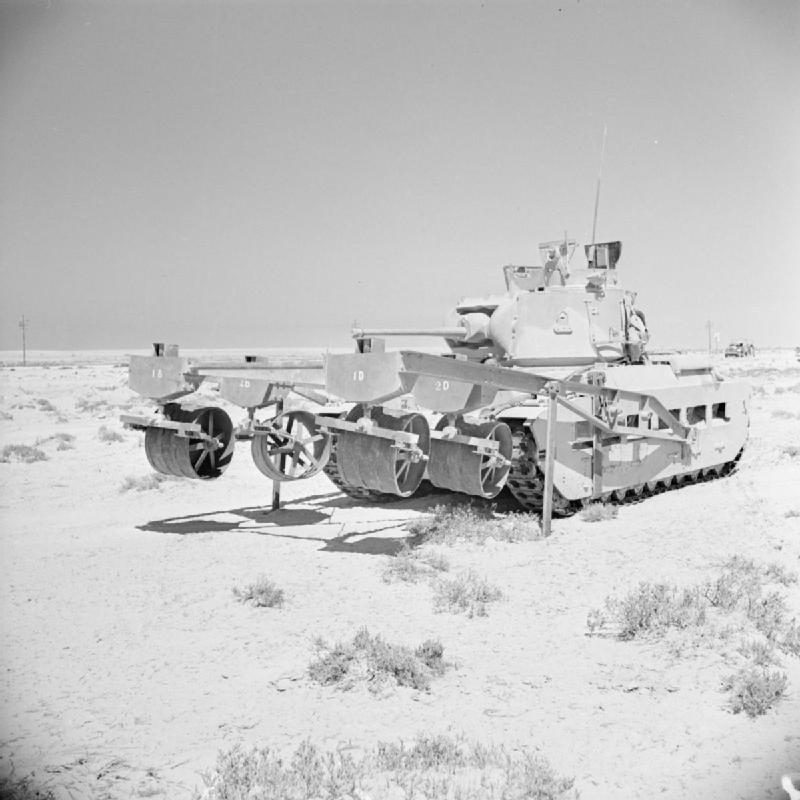
Matilda AMRA – Afryka Północna, sierpień 1942 r.

- Matilda AMRA – czołg z trałem naciskowym AMRA (Anti-Mine Roller Attachment). Trał składał się z czterech walców zamontowanych na ramie. W momencie najechania walcem na minę następowała eksplozja, która jednocześnie niszczyła walec. Dlatego trały tego typu służyły tylko do wykrywania pola minowego. Do rozminowania służyły inne czołgi wyposażone w ładunki wybuchowe. Wyprodukowano 140 trałów AMRA, 100 zostało wysłanych do jednostek bojowych[16][24][25][26].
- Matilda Carrot – czołg wyposażony w ładunek wybuchowy umieszczony z przodu trału, który był umieszczany na polu minowym, a następnie zdalnie odpalany niszcząc w ten sposób miny[16][24][27][28].
- Matilda Scorpion – czołg z trałem łańcuchowym. Na obracającym się walcu montowane były łańcuchy z obciążnikami. Walec był zamontowany przy pomocy ramy do czołgu. Napęd walca stanowił silnik Ford V8 umieszczony w specjalnej metalowej skrzyni umieszczonej po prawej stronie czołgu, gdzie zajmował również miejsce dodatkowy członek załogi operujący trałem. Czołgi były pozbawione wieży. Pojazdy oznaczono jako Matilda Scorpion Mk I. Do takiego standardu przebudowano w Egipcie latem 1942 roku 24 pojazdy, które wzięły udział w drugiej bitwie pod El Alamein. Jesienią 1942 roku przebudowano kolejne 32 czołgi, zachowując oryginalne wieże oraz dokonując dalszych ulepszeń. Pojazdy oznaczone jako Mk II wzięły udział w marcu 1943 roku w walkach o linię Mareth[16][27][29][30].

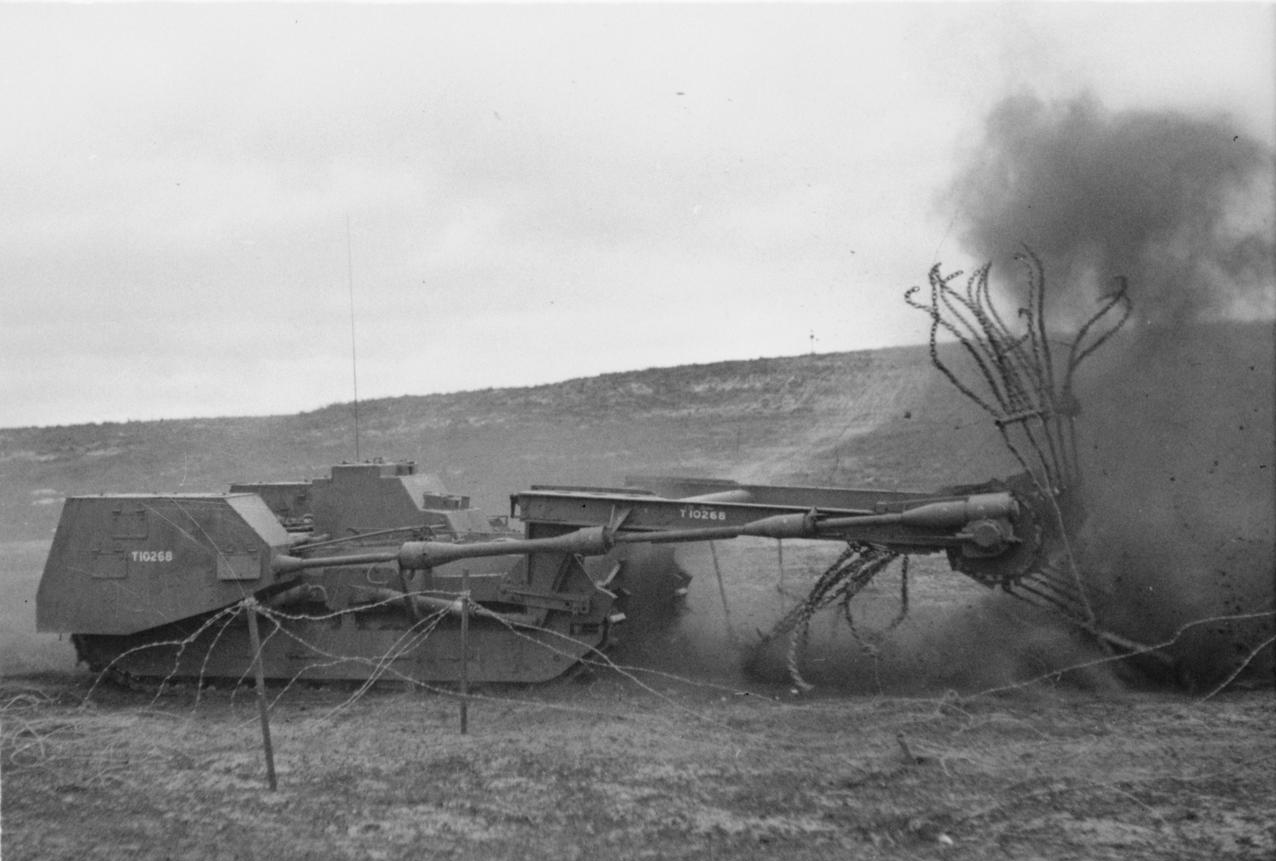
Matilda Baron – Wielka Brytania, sierpień 1943 r.

- Matilda Baron – czołg z trałem łańcuchowym opracowany w firmie AEC. W wersji Mk I (prototyp) walec był napędzany silnikiem Chrysler, a w kolejnej wersji Mk II silnikiem Bedford. W obu wersjach silniki były umieszczone po prawej stronie w pancernej osłonie. Obie wersje miały standardowe wieże. Wersja Mk III była pozbawiona wieży, a miała specjalną nadbudówkę[k]. Walec był napędzany przez dwa silniki Bedford znajdujące się w specjalnych metalowych obudowach po obu stronach czołgu. Powstała również nieznacznie zmodyfikowana wersja Mk IIIA. Przebudową czołgów do standardu Baron zajmowały się zakłady Curran Brothers z Cardiff. Przebudowano 60 czołgów, które służyły na Wyspach Brytyjskich do szkolenia[16][20][32][33].
- Matilda Frog – wersja australijska, czołg z miotaczem ognia zamontowanym w miejsce armaty. „Strzał” mieszanki zapalającej odbywał się pod wpływem sprężonego powietrza. Zasięg skuteczny „strzału” to około 100 m, kolejny „strzał” był możliwy po 20–30 sekundach potrzebnych na naładowanie pojemnika ze sprężonym powietrzem. Załoga czołgu składała się z dowódcy obsługującego miotacz ognia i karabin maszynowy Besa kalibru 7,92 mm oraz kierowcy pojazdu. Przebudowano 25 pojazdów, które były użyte z powodzeniem przez Australijczyków w 1945 roku w czasie walk z Japończykami[16][34][35][36].
- Matilda Murray – wersja australijska, czołg z miotaczem ognia. W pojeździe tym wyeliminowano wady poprzedniej wersji wozu z miotaczem ognia. Do wyrzutu mieszanki zapalającej użyto ładunku prochowego (pironaboje), co zwiększyło szybkostrzelność. Powiększono też zbiornik na mieszankę zapalająca. W związku z końcem wojny pojazdy nie były użyte bojowo[16][34][35][36].
- Matilda Projector (Hedgehog) – wersja australijska, czołg z wyrzutnią Projector No 1 Mark I bomb głębinowych Hedgehog. Siedmioprowadnicowa, opancerzona wyrzutnia była montowana na osłonie silnika. Pojazd miał służyć do niszczenia umocnień polowych. Broń miała donośność do 300 m. Celowanie odbywało się przez regulację kąta podniesienia (do 45°). Przebudowano 6 pojazdów. W związku z kapitulacją Japonii czołgi tej wersji nie wzięły udziału w walkach[16][34][37][38].
- Matilda Dozer – wersja australijska, czołg-buldożer wyposażony w lemiesz Britstand. Montowano dwa rodzaje lemiesza No 1 Mark I unoszony przy pomocy stalowych lin i No 3 Mark I unoszony hydraulicznie. Pojazdy były używane przez Australijczyków w walkach z Japończykami m.in. na Balikpapanie. Czołgi były mocno przeciążone, co powodowało, że pojazdy często grzęzły. Dodatkowo lemiesz zasłaniał widok kierowcy, co utrudniało kierowanie pojazdem[16][34][39][40].
- Matilda Inglis Bridge (Restive) – czołg przystosowany do ustawiania mostu saperskiego typu Inglis[16][41][42].
- Matilda Trench Crossing Device – czołg wyposażony w rampy układane w wykopach. Rampy były zamontowane przed czołgiem na wózkach pochodzących z podwozia transportera Universal Carrier. Pojazdy tak wyposażone użyto w czasie szturmu Bardiji[16][41].
- Matilda Carpet – czołg wyposażony z przodu w bęben, na którym znajdowały się nawinięte maty. Mata była rozwijana przed czołgiem i układana na zasiekach umożliwiając pokonywanie ich przez piechotę[16][41].
- Matilda Fascine – czołg wyposażony w belę faszyny zamontowaną po lewej stronie pojazdu. Faszyna służyła do zasypywania rowów, okopów i innych przeszkód terenowych[41].
- Matilda Bangalore – czołg użyty do prób z odpalaniem ładunków wydłużonych typu Bangalore służący do wykonywania przejść w polach minowych[20][23][43].
- Matilda Black Prince – czołg bezzałogowy wyposażony w urządzenia do zdalnego kierowania pojazdem przy pomocy fal radiowych. Pojazdy miały służyć jako czołgi-cele, czołgi przenoszące ładunki wybuchowe i czołgi demaskujące stanowiska ogniowe poprzez skupianie na sobie ognia przeciwnika[20][44].

### Wersje z ulepszonym uzbrojeniem
- Matilda 6 pdr – czołg wyposażony w wieżę pochodzącą z czołgu A24 uzbrojoną w armatę 6-funtową kalibru 57 milimetrów. Powstał prawdopodobnie jeden prototyp w połowie 1942 roku[24][45][46].
- Matilda ZiS-5 – czołg opracowany w ZSRR z 76-milimetrową armatą ZiS-5[l][47].

## Opis konstrukcji
- Kadłub i wieża

Czołg Mk II Matilda miał klasyczny układ konstrukcyjny: przedział kierowania z przodu, bojowy pośrodku i z tyłu przedział napędowy (silnikowy). Nad przedziałem bojowym znajdowała się odlewana wieża o grubości pancerza do 75 mm i 20 mm na stropie. Wieża była obracana hydraulicznie (pełny obrót wieży w 18 sekund) lub ręcznie. Kadłub był wykonany z elementów odlewanych ze stali pancernej oraz płyt walcowanych (płyty boczne), które były łączone śrubami. Grubość pancerza wynosiła: przód 47–78 mm, boki 55–70 mm, tył 20–55 mm, dno 13–25 mm, strop 10–20 mm. Z boku znajdowały się płyty o grubości 25 mm chroniące elementy układu jezdnego.
- Zawieszenie

Zawieszenie czołgu było wzorowane na opracowanym przez Vickersa zawieszeniu dla czołgu Medium Mark C. Ten typ czołgu był przeznaczony dla Japonii, stąd nazwa dla tego typu zawieszenia – typ japoński (ang. Japanese Type).
Podwozie składało się z każdej strony z dziesięciu kół jezdnych o małej średnicy połączonych parami w wózki. Koła były połączone w wózki poziomymi amortyzatorami ze sprężynami spiralnymi. Z przodu było dodatkowe większe koło prowadzące gąsienice. Wczesne wersje (Matilda II Mk I i Matilda II Mk II) miały sześć kół podtrzymujących, które później zastąpiono stalowymi prowadnicami. Koło napinające znajdowało się z przodu, a z tyłu koło napędowe.
- Napęd

Napęd stanowiły dwa chłodzone cieczą silniki wysokoprężne 6-cylindrowe, rzędowe, czterosuwowe o pojemności 4250 cm³ Leyland E148 i E149 z karterami z aluminium. Później też E164 i E165 z żeliwnymi karterami. Silniki miały moc 2 × 95 KM przy 2000 obr./min. Pierwsze dwie wersje były napędzane dwoma silnikami wysokoprężnymi o pojemności 6750 cm³ AEC A183 i A184 o mocy 2 × 87 KM przy 2000 obr./min. Silniki były produkowane w dwóch wersjach – „prawej” i „lewej”. Były umieszczane wzdłuż kadłuba i miały niezależną instalację zapłonową, zasilanie, smarowanie i chłodzenie. Sprzęgło suche wielotarczowe. Skrzynia przekładniowa typu Wilson mechaniczna, planetarna posiadała bieg wolny, 5 biegów do przodu i bieg wsteczny.
- Załoga

Załoga czołgu składała się z czterech ludzi. Centralnie z przodu kadłuba zajmował miejsce kierowca, który miał właz otwierany poprzez przesunięcie go po prowadnicach do tyłu. Właz mógł być otwierany tylko przy wychyleniu wieży. Kierowca dysponował dodatkowym włącznikiem obrotu wieży, który działał przy włączonym silniku. W wieży zajmowali miejsca: po lewej stronie celowniczy, za nim dowódca pod wieżyczką dowódcy przykrytą dwuczęściowym włazem, a z prawej strony ładowniczy dysponujący jednoczęściowym, prostokątnym włazem.
- Uzbrojenie i wyposażenie

Całe uzbrojenie Matildy było montowane w wieży. Czołg był uzbrojony w półautomatyczną 2-funtową armatę OQF Mk IX lub Mk X kalibru 40 mm o długości lufy 50 kalibrów. Lufa pochylała się w pionie w zakresie -15° +20°. Zapas amunicji do armaty wynosił 93 sztuki. Były to pociski przeciwpancerne (AP) i podkalibrowe (APCBC). Czołgi Matilda CS były uzbrojone w 3-calową haubicę OQF Mk I lub Mk IA kalibru 76,2 mm i długości lufy 25 kalibrów. Stosowano pociski odłamkowe i dymne. W pierwszej wersji pojazdu Mk II Matilda I z armatą sprzężony był karabin maszynowy Vickers kalibru 7,7 mm chłodzony wodą. W późniejszych wersjach został on zastąpiony karabinem maszynowym Besa kalibru 7,92 mm. Zapas amunicji wynosił 2925 (13 taśm) lub 3150 (14 taśm) naboi. Na wieżyczce dowódcy znajdował się uchwyt typu Lakeman do strzelań przeciwlotniczych, do którego montowano karabin maszynowy Bren kalibru 7,7 mm przewożony we wnętrzu czołgu. Zapas amunicji wynosił 600 nabojów. Na wieży były też zamontowane dwie wyrzutnie granatów dymnych kalibru 101,6 mm.
Kierowca dysponował szczeliną obserwacyjną osłoniętą wkładką ze szkła pancernego i opuszczaną pancerną osłoną oraz peryskopem Mk IV. Dowódca czołgu dysponował wieżyczką, która jednak nie miała bocznych szczelin obserwacyjnych. Dowódca i celowniczy do obserwacji terenu mieli peryskopy odwracalne Mk IV. Ładowniczy dysponował szczeliną obserwacyjną z boku wieży. W czołgu zamontowano celownik teleskopowy No 30 lub No 24B z 1,9 powiększeniem.
Do zapewnienia łączności służyła radiostacja No 11 (dwie pierwsze wersje Matildy), a później No 19 o zasięgu 15 km – klucz i 1,5 km – fonia.

## Użytkownicy

### Wielka Brytania
- Francja 1940

Pierwsze czołgi Mk II trafiły do 7. Królewskiego Pułku Czołgów (7. RTR – Royal Tank Regiment), który wraz z 4. i 8. pułkiem (RTR) wyposażonym w czołgi Mk I tworzyły 1. Brygadę Czołgów Armii (1st Army Tank Brigade). Produkcja czołgów postępowała bardzo powoli. W momencie, kiedy Brytyjczycy organizowali siły ekspedycyjne w skład których weszła brygada czołgów 7. RTR, miał na wyposażeniu tylko 23 czołgi Mk II, a 4. RTR posiadał tylko czołgi Mk I.
Debiut bojowy Matildy Senior nastąpił w czasie kampanii francuskiej 21 maja 1940 roku w bitwie pod Arras. W ataku wzięło udział 85 czołgów brytyjskich z 4. RTR – 35 Mk I, 4 lekkie Mk VI oraz z 7. RTR – 23 Mk I, 16 Mk II i 7 Mk VI. 7 czołgów piechoty Mk II 7. pułku przydzielono na czas bitwy do 4. RTR. Niemieckie armaty przeciwpancerne 3,7 cm PaK 36 były zupełnie nieskuteczne przeciwko brytyjskim czołgom. Dopiero użycie 88-milimetrowych armat przeciwlotniczych i haubic strzelających na wprost oraz wsparcie lotnicze pozwoliło zatrzymać atak czołgów. Brytyjczycy stracili wszystkie biorące udział w bitwie czołgi Mk II i 39 czołgów Mk I. Pozostałe czołgi zostały porzucone przed ewakuacją z plaż Dunkierki.
- Afryka Północna 1940–1942

Już w końcu września 1940 roku wylądował w Afryce 7. RTR mający na wyposażeniu 48 Matild. Czołgi Mk II zadebiutowały w Afryce w czasie operacji Compass. Chrzest bojowy miał miejsce 9 grudnia 1940 roku w czasie ataku na fort Nibeiwa. Brytyjskie armaty 2-funtowe okazały się bardzo skuteczne przeciwko włoskim czołgom M11/39, które były zupełnie bezradne wobec pancerzy Matild. Po krótkiej walce zostały zniszczone wszystkie 23 pojazdy włoskie. Do walki z brytyjskimi czołgami Włosi użyli 47-milimetrowych armat przeciwpancernych i 75-milimetrowych armat piechoty. W ten sposób wyłączyli z walki 22 pojazdy Mk II, ale tylko 7 zostało zniszczonych. Matildy wzięły udział w kolejnych walkach o Tummar, a 4 stycznia 1941 roku w ataku na Bardiję. Znów czołgi brytyjskie okazały się bardzo skuteczne. Po bitwie dowódca australijskiej 6. Dywizji Piechoty generał Iven Mackay powiedział:

...jeden czołg „Matilda” jest więcej wart niż batalion piechoty...

Po sukcesach w walce z Włochami Matilda otrzymała przydomek „Królowej Pustyni” (Queen of the Desert).
W lutym 1941 roku do Afryki Północnej przybyły pierwsze jednostki wchodzące w skład Afrika Korps. Do pierwszego starcia między Matildami i niemieckimi czołgami doszło podczas bitwy o Tobruk. Do Tobruku przesłano Szwadron „D” z 7. RTR liczący 18 czołgów Mk II. Czołgi okopano i używano przede wszystkim jako nieruchome punkty ogniowe. Podczas jednego ze starć czołgiści 7. RTR zniszczyli 9 PzKpfw III oraz 3 PzKpfw II za cenę straconych 3 pojazdów własnych. Do kolejnych starć doszło w czasie operacji Brevity, w której wzięły udział 24 Matildy z 4. RTR. W czasie zmagań Brytyjczycy ponieśli ciężkie straty przede wszystkim od armat przeciwlotniczych kalibru 88 mm. W czasie jednego ze starć, gdy niemieckie czołgi pozorujące atak zaczęły się wycofywać, Brytyjczycy wykonali kontratak siłami Szwadronu „C” 4. RTR. Matildy wyjechały prosto pod lufy baterii dział przeciwlotniczych (Flakgruppe Heckt), które w krótkim czasie zniszczyły 11 pojazdów. W wyniku poniesionych strat konieczne stały się uzupełnienia. Do końca maja 1941 roku Brytyjczycy przerzucili do Afryki m.in. 135 czołgów Mk II Matilda. Przybyłe pojazdy pozwoliły na uzupełnienie stanów w 4. RTR i 7. RTR tworzących 4. Brygadę Pancerną 7. Dywizji Pancernej. Kolejna operacja brytyjska – Battleaxe, w której wzięły udział Matildy, skończyła się również niepowodzeniem. Tym razem straty były szczególnie duże, bo utracono bezpowrotnie 64 czołgi Mk II i znów bardzo skuteczne przeciw brytyjskim czołgom były 88-milimetrowe armaty przeciwlotnicze. Z ostatniej porażki wyciągnięto wnioski i przeorganizowano jednostki mające na wyposażeniu czołgi piechoty. Użycie powolnych Mk II do zadań, które stawiano przed czołgami szybkimi było błędem. Postanowiono użyć Matild do zadań, do jakich były stworzone, czyli wspierania piechoty. Pułki 4. RTR i 7. RTR zostały najpierw odesłane do Wielkiej Brytanii, a następnie wraz z 1. RTR utworzyły 32. Brygadę Czołgów i zostały skierowane do Tobruku.

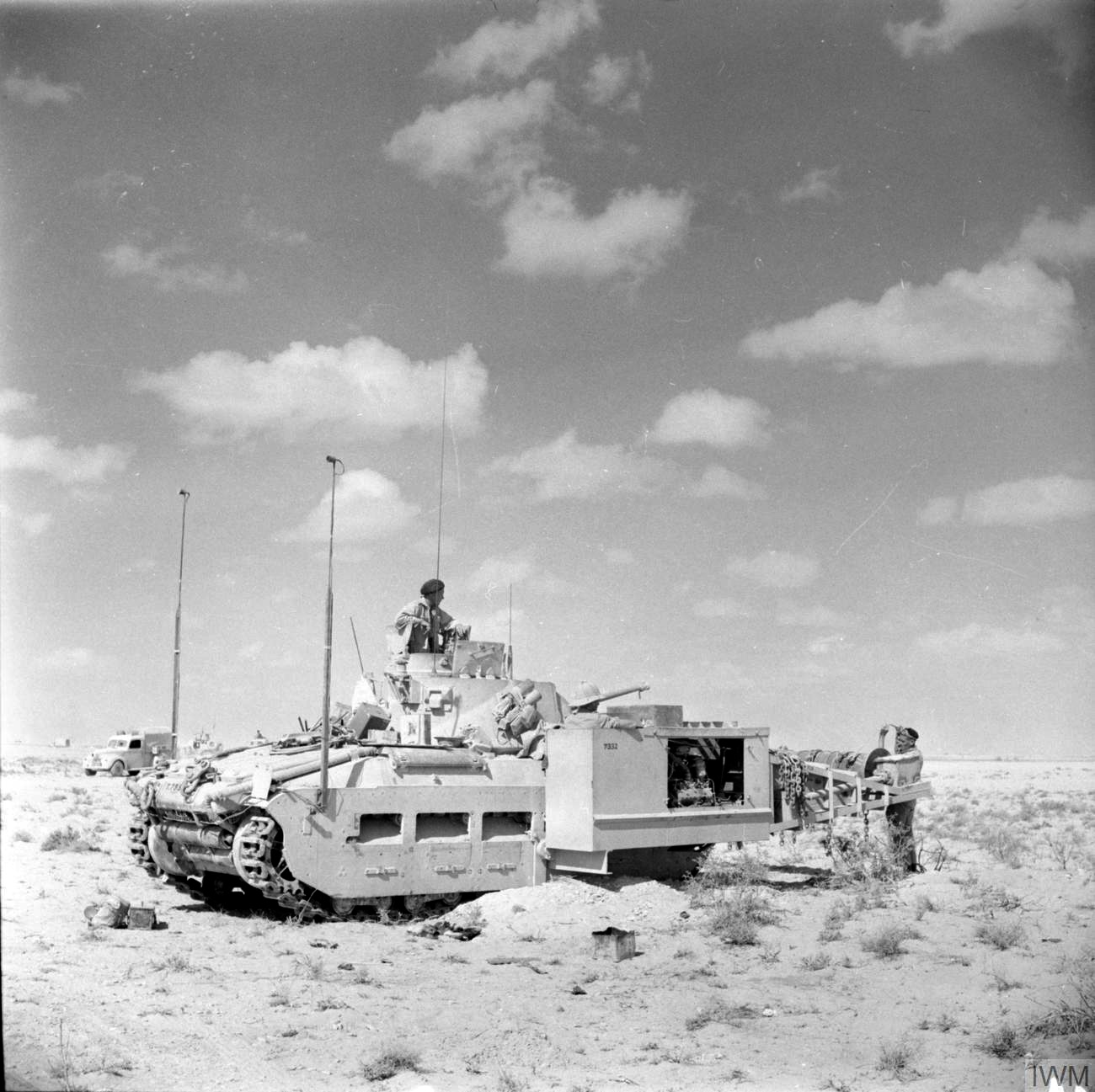
Matilda-Scorpion – Afryka Północna, listopad 1942 r.

W rozpoczętej w listopadzie 1941 roku zwycięskiej operacji Crusader nie zabrakło Matild. Działały one w ramach 32. Brygady Czołgów oraz 1. Brygady Czołgów Armii. W tej ostatniej znalazły się również nowe czołgi piechoty Mk III Valentine. Matildy 32. Brygady wzięły udział w uderzeniu wojsk alianckich wychodzącym z oblężonego Tobruku. Natomiast czołgi 1. Brygady wspierały oddziały próbujące rozerwać pierścień okrążenia wokół miasta. W maju i czerwcu 1942 roku w czasie walk obronnych pod Gazalą 1. Brygada miała na wyposażeniu 114 czołgów Mk III Valentine i 52 Mk II Matilda, a 32. Brygada 58 Matild i 52 Valentine. Czołgi piechoty zamierzano używać do typowo defensywnych zadań. Mimo to początkowo Matildy i Valentine’y stoczyły zwycięski bój pod Bir el Hamat z czołgami włoskimi ze 132. Dywizji Pancernej Ariete. Równie dobrze spisywało się w obronie 8 Matild wspierając 150. Brygadę Piechoty na pozycji zwanej Knigtsbridge. Obrońcy zdołali 30 maja zniszczyć 12 czołgów niemieckich bez strat własnych. Mimo skutecznej początkowo obrony pozycja została zdobyta przez Niemców 2 czerwca. Czołgi 1. i 32. Brygady użyto do ostatecznej próby powstrzymania niemieckiej ofensywy. Skończyło się to całkowitą klęską brytyjskich czołgistów. Z 62 czołgów, które w rejonie skrzyżowania dróg koło Sidi Mahmud weszły do walki, zdołało się uratować tylko 12 pojazdów. Jednak obie brygady już w końcu czerwca i na początku lipca 1942 roku wyróżniły się w czasie walk z nacierającymi oddziałami Rommla. Udział Matild początkowej fazie pierwszej bitwy pod El Alamein był początkiem końca bojowej służby tych czołgów. Wiązało się to z nowymi dostawami czołgów Mk III Valentine, które zastępowały utracone Matildy. W toczącej się na przełomie października i listopada drugiej bitwie pod El Alamein Matildy wystąpiły w roli czołgów-trałów torujących drogę przez pola minowe własnej piechocie i czołgom. Zadanie takie wykonywało m.in. 12 czołgów Matilda Scorpion z 1. Brygady. Ostatnie Matildy w wersji Scorpion zostały użyte w marcu 1943 roku w czasie walk w Tunezji na linii Mareth.
- Afryka Wschodnia 1940–1941

W czasie walk z Włochami w Afryce Wschodniej został użyty z powodzeniem Szwadron „B” z 4. RTR liczący 16 Matild. Czołgi przerzucono z Wielkiej Brytanii transportem morskim do Egiptu, a następnie do Sudanu, skąd wyruszyły do walki na tereny Włoskiej Afryki Wschodniej. Pierwszy bój czołgi stoczyły pod Akordet 31 stycznia 1941 roku wspierając w ataku piechotę z hinduskiej 5. Brygady Piechoty. Matildy wykonały przejścia w zasiekach, a następnie niszczyły kolejne punkty oporu. Tragicznie dla Włochów skończył się kontratak przeprowadzony siłami 9 czołgów lekkich M13/39 i 2 tankietek L3. Wszystkie pojazdy włoskie zostały zniszczone, natomiast żaden czołg brytyjski nie został nawet uszkodzony. 27 marca 1941 roku oddziały brytyjskie dotarły do górskiej twierdzy Keren. W czasie ciężkich walk Brytyjczycy stracili jedną Matildę spaloną przy użyciu tzw. koktajli Mołotowa. Czołgi wzięły jeszcze udział na początku kwietnia w walkach o Masawę i Asmarę, po czym zostały odesłane do Afryki Północnej.
- Kreta 1941

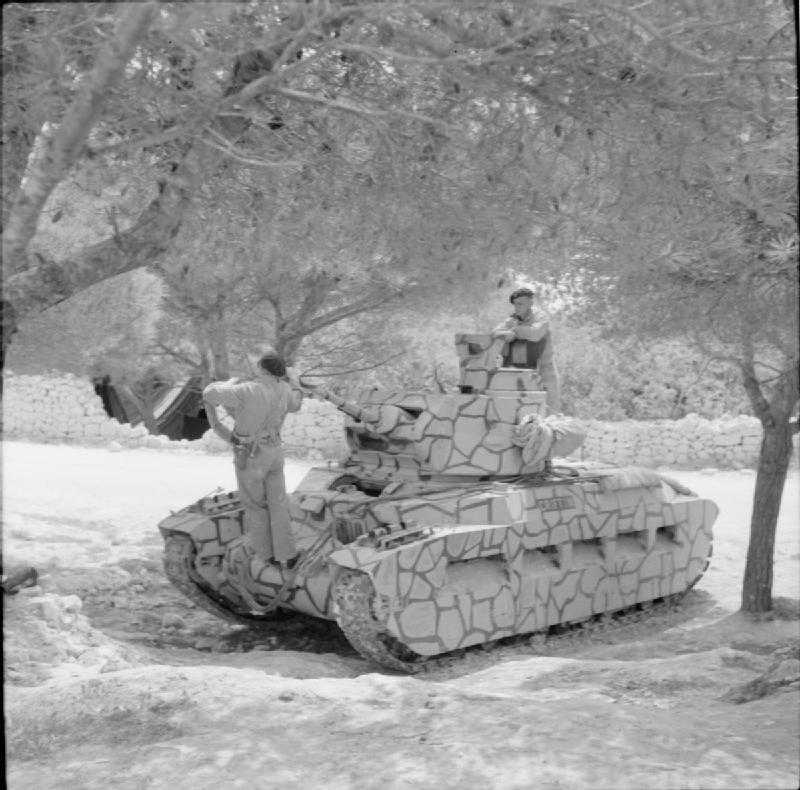
Czołg Mk II Matilda Griffin z Malta Tanks w kamuflażu tzw. Stone Wall – Malta, maj 1942 r.

Wśród sił Creforce przeznaczonych do obrony wyspy znalazło się również 9 Matild ze Szwadronu „B” 7. RTR. Czołgi były w bardzo złym stanie technicznym. Nie było też odpowiedniej amunicji do 40-milimetrowych armat stanowiących główne uzbrojenie czołgu. Rozmieszczono je w miejscach najbardziej narażonych na ataki spadochroniarzy. W wyniku walk w maju 1941 roku wszystkie czołgi zostały utracone.
- Malta 1940-1943

Czołgi Mk II Matilda trafiły również na Maltę, gdzie weszły w skład oddziału nazywanego Malta Tanks. W październiku 1940 roku utworzono Samodzielny Oddział Nr 1 Królewskiego Pułku Czołgów (No 1 Independent Troop Royal Tank Regiment). Oddział trafił na Maltę już w listopadzie. Malta Tanks powstał 27 stycznia 1942 roku z połączenia Oddziału Nr 1 z X Squadron 6th Royal Tank Regiment przybyłym z Aleksandrii. Matildy były na wyposażeniu 4. plutonu liczącego 4 czołgi. Nazwy własne czołgów to: Gallant, Griffin, Greyhound, Faulknor. Pojazdy były używane do szkolenia i do ochrony lotnisk. Malta Tanks został rozwiązany na przełomie lipca i sierpnia 1943 roku. Matildy służące wcześniej na lotniskach pozostały na wyspie i zostały przejęte przez Royal Air Force.
- Wielka Brytania

Czołgi, które pozostały na wyspach były wykorzystywane tylko do szkolenia i zostały zastąpione przez Mk III Valentine.

### ZSRR
ZSRR był największym użytkownikiem czołgów Mk II Matilda po Wielkiej Brytanii. Nazywano je tu MK II. Razem wysłano drogą morską 1084 czołgi, co stanowiło około 36% całej produkcji, z czego na miejsce dotarło 918. W 1941 roku – 145 czołgów, w 1942 roku – 626 i w 1943 roku – 147 Matild. Pierwsze 10 pojazdów dotarło 11 października 1941 roku do Archangielska na pokładach statków wchodzących w skład konwoju PQ-1. Później czołgi docierały również przez port w Murmańsku. Ostatnie transporty dotarły w marcu 1943 roku. Czołgi były kierowane do centrum szkoleniowego w Gorkim. Dla zapoznania się z brytyjskim, a później również amerykańskim sprzętem utworzono szkolne pułki pancerne – 23., 38. i 20. Później powstały również szkolne brygady pancerne.
Jako pierwsze brytyjski sprzęt otrzymały samodzielne bataliony pancerne – 132., 136. i 138. Do pierwszego użycia bojowego doszło w grudniu 1941 roku, kiedy Matildy wzięły udział w kontrofensywie pod Moskwą. Były to czołgi m.in. 170. Samodzielnego Batalionu Pancernego wchodzącego w skład 3. Armii Uderzeniowej, mającego na wyposażeniu, poza czołgami rodzimej produkcji, również 13 Matild. Według innych źródeł pierwsze użycie bojowe nastąpiło dopiero 14 stycznia 1942 roku, kiedy oddział ten walczył w okolicach Wielkich Łuków, a następnie w lutym 1942 roku w okolicach Chołmu w ramach operacji toropiecko-chołmskiej. Pierwsze doświadczenia bojowe pozwoliły na dokonanie oceny możliwości Matild w warunkach panujących na froncie wschodnim. Czołg chwalono za dobry pancerz i bezawaryjne silniki. Problemem były ślizgające się gąsienice, co częściowo ograniczono stosując metalowe nakładki. Występowały też problemy z układem jezdnym pojazdu. Zamarzające błoto dostające się między płyty chroniące układ jezdny a kadłub potrafiło unieruchomić czołg. Dochodziło też do zamarzania płynu w przewodach układu chłodzenia, gdyż były one położone zbyt blisko dna. Doceniano też zdolności przeciwpancerne 2-funtowych armat, ale krytykowano za brak pocisków odłamkowo-burzących. Pracując nad rozwiązaniem tego problemu, przeprowadzono próby zamontowania na Matildzie 76-milimetrowej armaty ZiS-5. Na początku 1942 powstał prototyp takiego pojazdu, jednak w wyniku rozpoczęcia dostaw czołgów CS z 76-milimetrową haubicą prace wstrzymano. Nie jest znana liczba tak przezbrojonych pojazdów.

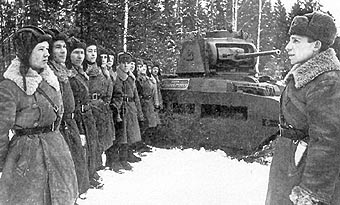
Czołg Mk II Matilda w ZSRR

Pojazdy stanowiły wyposażenie samodzielnych batalionów, które składały się z 21 czołgów Mk II i 3 T-60. Dwa takie bataliony miały tworzyć brygadę. Istniały też brygady o składzie mieszanym – batalion 21 czołgów Mk II Matilda, batalion 21 czołgów T-60 oraz trzy wozy Mk II w dowództwie. Matildy tworzyły też bataliony z czołgami KW-2, każdy składający się z kompanii czołgów KW i kompanii czołgów Mk II. W rzeczywistości czołgi były wykorzystywane w różnorodnych strukturach organizacyjnych, często pojedynczymi kompaniami i batalionami.
W latach 1942–1943 Matildy brały udział we wszystkich ważniejszych operacjach na różnych odcinkach frontu. Zimą 1942 roku Mk II brały udział w walkach frontów Zachodniego, Kalinińskiego i Briańskiego. W maju 1942 roku 41 wozów Mk II z 22. Korpusu Czołgów brało udział w walkach w okolicach Charkowa, gdzie utracono wszystkie pojazdy. W końcu lata 1942 roku Matildy brały udział w działaniach ofensywnych 30. Armii w okolicach Rżewa. Czołgi pochodziły ze 196. Brygady Czołgów (35 Mk II i 13 T-60). Na początku 1943 roku stan brytyjskich czołgów poszczególnych frontów przedstawiał się następująco: Zachodni – do 200 sztuk, Briański – do 250 sztuk, Północnokaukaski – do 150, Południowo-Zachodni – do 150 sztuk. Matildy brały również udział w bitwie kurskiej. Były to pojazdy z 201. Brygady Czołgów (18 Mk II, 31 Mk III i 2 T-34). W operacji orłowskiej, która zaczęła się wraz ze słabnącą niemiecką ofensywą w rejonie Kurska wziął udział 224 Samodzielny Pułk Czołgów (33 Mk II i 7 Mk III). Ostatnią dużą jednostką mającą na wyposażeniu Mk II był 5 Korpus Zmechanizowany wchodzący w skład 68 Armii Frontu Południowo-Zachodniego biorący udział w trzeciej bitwie o Charków. Dysponował on w grudniu 1943 roku 79 czołgami Mk II Matilda i 138 czołgami Mk III Valentine. 20 sierpnia 1944 roku na wyposażeniu korpusu pozostawało 6 czołgów Mk II, a 1 kwietnia 1945 roku jeszcze 3 Matildy. W 1944 roku sukcesywnie wycofywano Matildy i kierowano do jednostek szkolnych. Jeden egzemplarz Mk II był wykazywany 5 września 1945 roku na stanie 267. Samodzielnego Pułku Czołgów wchodzącego w skład Frontu Zabajkalskiego.

### Australia

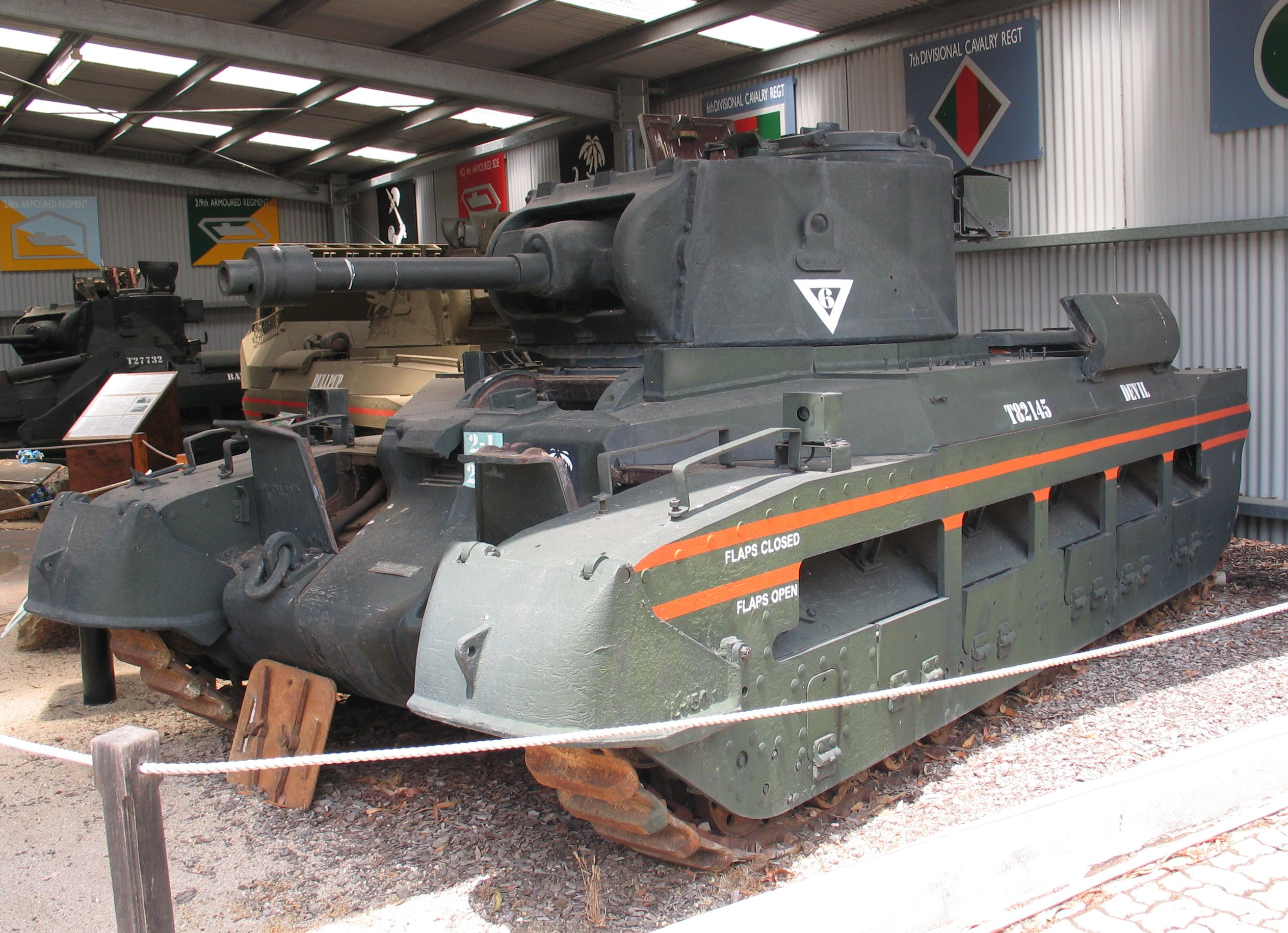
Matilda Frog w Royal Australian Armoured Corps Tank Museum w Puckapunyal w Australii

Trzecim użytkownikiem pod względem liczby czołgów Mk II Matilda była Australia. Ogółem dostarczono z Wielkiej Brytanii oraz z Nowej Zelandii 409 pojazdów. Były to pojazdy nowe z wyjątkiem czołgów nowozelandzkich, należące do ostatnich wersji produkcyjnych Mk IV, Mk IV CS i Mk V. Czołgi australijskie miały dużą liczbę drobnych modyfikacji, które wynikały z dostosowania czołgów do nowych warunków, w jakich miały być użyte. Obniżono wieżyczki dowódców, zastosowano metalowe siatki rozpięte nad przedziałem silnikowym, które miały chronić przed granatami japońskiej piechoty. Montowano z przodu kadłuba i wieży zaczepy umożliwiające umocowanie zapasowych ogniw gąsienic w celu zwiększenia odporności czołgów na broń przeciwpancerną. Zamontowano z tyłu kadłuba telefon zewnętrzny, który umożliwiał łączność załogi czołgu z piechotą. Uszczelniono również kadłub, co miało duże znaczenie w czasie desantowania lub forsowania rzek. Powstały też wersje specjalne: Matilda Dozer – buldożer, Matilda Frog i Matilda Murray wyposażone w miotacz ognia oraz Matilda Projector (Hedgehog).
Pierwsza partia około 140 czołgów dotarła do Australii w lipcu 1942 roku, a kolejne 238 sztuk w sierpniu 1943 roku. Pierwsze Matildy trafiły do 3. Brygady Pancernej Armii, a po jej rozwiązaniu do 2/4 Pułku Pancernego, który wchodził w skład 3. Dywizji Pancernej. Po kolejnej reorganizacji pułk wyposażony w Matildy został podporządkowany nowo sformowanej 4. Brygadzie Pancernej Następnie do brygady włączono 1. Batalion Czołgów również wyposażony w Matildy. Brygada została wzmocniono jeszcze szwadronem pancernym wyposażonym w specjalne wersje Matildy.
- Nowa Gwinea, Borneo 1943–1945

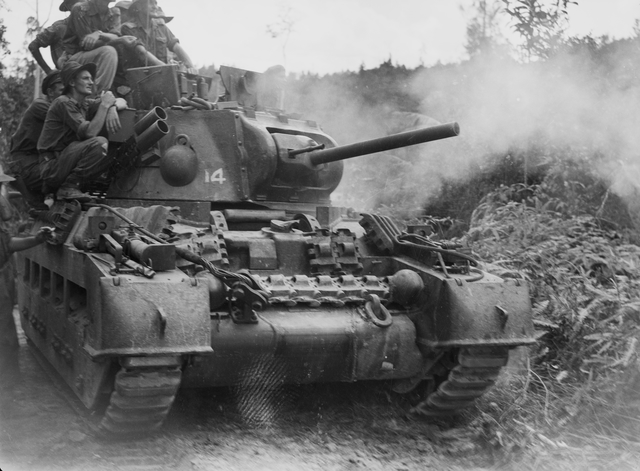
Australijskie Matildy w wersji CS – Tarakan, maj 1945 r.

W październiku 1943 roku Matildy trafiły na Nową Gwineę, gdzie miały wspierać oddziały 9. Dywizji Piechoty. Był to Szwadron „C” z 1. Batalionu Czołgów liczący 18 Matild CS. Do pierwszego bojowego użycia czołgów doszło 15 listopada 1943 roku, kiedy czołgi szwadronu wspierały piechotę w ataku wzdłuż drogi prowadzącej z zatoki Finsch w kierunku Sattelburga. Matildy okazały się bardzo skuteczne w zwalczaniu punktów oporu przeciwnika oraz potwierdziły swoją dużą odporność na broń przeciwpancerną używaną przez Japończyków. Na jednym z pojazdów po bitwie naliczono około 50 trafień, a żaden z pocisków nie przebił pancerza. Czołgi Szwadronu „C” wzięły udział w kolejnych starciach z Japończykami na Nowej Gwinei i stały się skutecznym środkiem w walce z japońskimi schronami bojowymi. Matildy, działające najczęściej w małych zgrupowaniach nie przekraczających szwadronu, brały udział w kolejnych walkach z Japończykami na wyspach Pacyfiku. 29 marca 1945 roku na Bougainville dotarł Szwadron „B” z 2/4 Pułku Pancernego liczący 24 czołgi. Matildy początkowo działały jak buldożery, dokonując przejść w gęstej roślinności porastającej wyspę, umożliwiając atak piechocie. Wsparcie czołgów umożliwiło też odparcie wielu kontrataków japońskich. Pełniły też rolę pancernych ambulansów służąc do ewakuacji rannych. W maju przybyły pozostałe pododdziały pułku 2/4. W czasie kolejnych działań użyto czołgów Matilda Restive, które były przydatne przy przekraczaniu licznych na wyspie rzek. W czasie walk utracono kilka czołgów, które zostały wyeliminowane przez liczne miny oraz ciężką artylerię japońską. Matildy (w tym wersje specjalne Dozer i z miotaczami płomieni) zostały również użyte w czasie ciężkich walk w 1945 roku na Borneo, na plażach Brunei oraz na wyspach Tarakan i Labuan. Walczyły tam Matildy z 2/9 Pułku Pancernego. Czołgi 1. Pułku Pancernego uzbrojonego w różnorodne wersje Matildy wzięły udział w lipcu 1945 roku w ataku na Balikpapan, gdzie wspierały skutecznie piechotę z 7. Dywizji.
Matildy okazały się bardzo skuteczne w walkach z Japończykami. Ich pancerz zapewniał dobrą ochronę przed obroną przeciwpancerną, a uzbrojenie umożliwiało zniszczenie każdego czołgu japońskiego oraz szczególnie w wersji CS skuteczne wsparcie piechoty.
Czołgi te były używane przez jednostki obrony terytorialnej aż do 1955 roku.

### Nowa Zelandia
Matildy trafiły do armii nowozelandzkiej w związku z planowaną organizacją brygady pancernej, którą zamierzano użyć do wzmocnienia własnych oddziałów walczących w Afryce. Postanowiono wyposażyć brygadę w czołgi Mk III Valentine. Nie było jednak pojazdów w wersji CS, więc w 1942 roku dostarczono Nowozelandczykom 33 czołgi Matilda IV CS. Do każdego batalionu miało trafić po sześć pojazdów uzbrojonych w haubicę. W związku ze zmianą planów dowództwa nowozelandzkiego i rezygnacją z pierwotnego pomysłu użycia brygady wszystkie pojazdy przekazano do oddziałów australijskich.

### Kanada
Latem 1941 roku nieznaną liczbę czołgów Mk II Matilda otrzymały oddziały armii kanadyjskiej stacjonujące w Wielkiej Brytanii. Czołgi trafiły przede wszystkim do 1. Brygady Czołgów Armii (1 Army Tank Brigade), gdzie były używane do szkolenia do roku 1942, kiedy zostały zastąpione przez czołgi Mk IV Churchill.

### III Rzesza

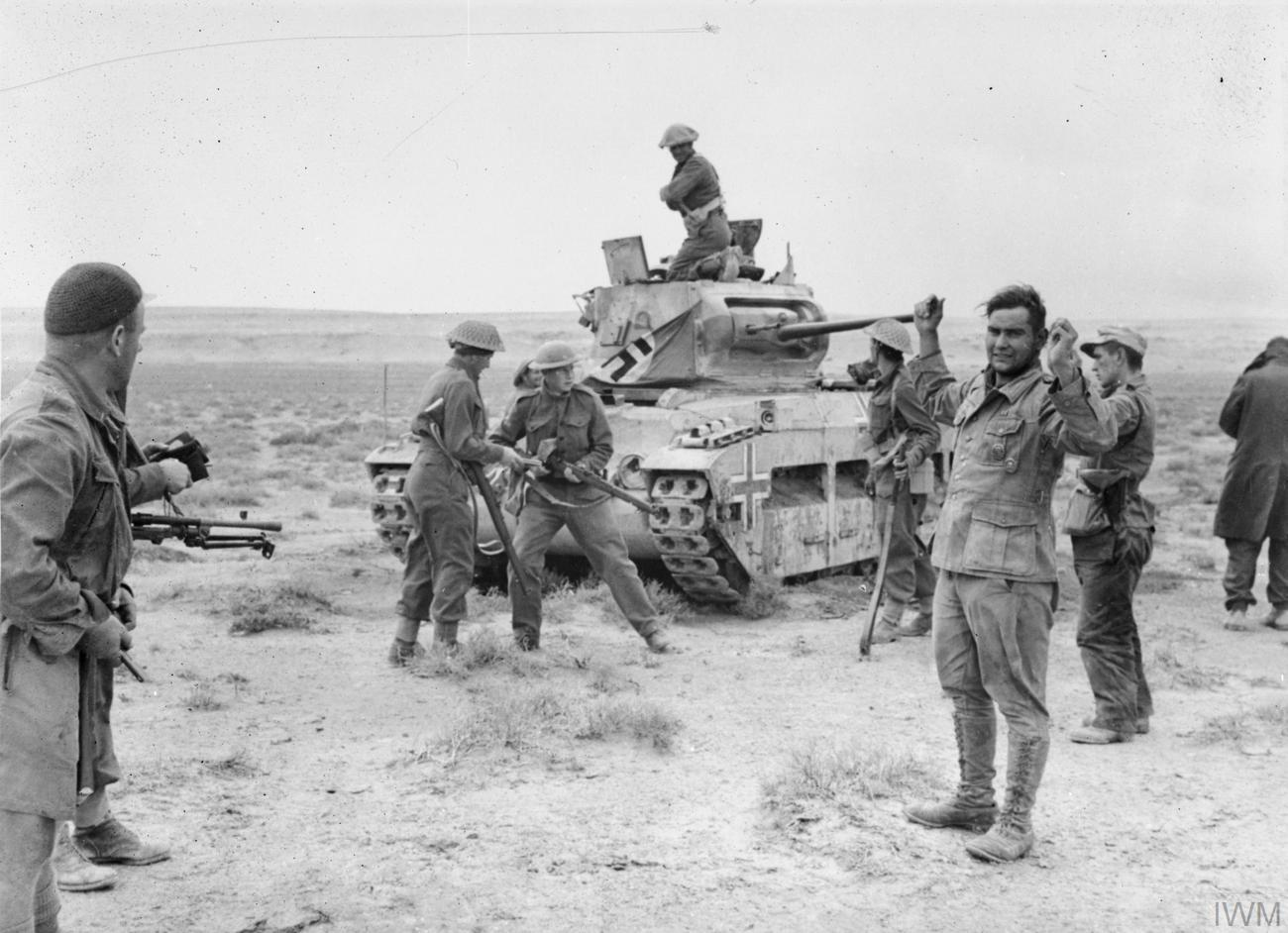
Czołg Mk II Matilda jako Infanterie Panzerkampfwagen Mk II 748(e) – Afryka Północna, grudzień 1941 r.

Pierwsze Matildy obu wersji zostały zdobyte przez Niemców po klęsce Francji w 1940 roku. Pojazdy zostały poddane próbom na poligonie w Kummersdorfie. Nadano im niemiecki oznaczenie Infanterie Panzerkampfwagen Mk II 748(e). Czołgi nie zostały skierowane do jednostek bojowych i prawdopodobnie były wykorzystywane do szkolenia.
Jeden czołg został przebudowany w ośrodku szkoleniowym w Terneuzen na działo samobieżne – Infanterie Panzerkampfwagen Mk II 748(e) mit 5 cm KwK 38 L/42. Pojazd w miejsce usuniętej wieży uzbrojono w armatę 5 cm KwK 38 L/42 kalibru 50 mm. Działo nosiło nazwę własną „Oswald” i było wykorzystywane we Francji w obronie przeciwdesantowej.
W trakcie walk w Afryce Północnej Niemcy często wykorzystywali zdobyczne Matildy uzupełniając w ten sposób braki w zaopatrzeniu. Nie dokonywano większych zmian, a ograniczano się do wymalowania na kadłubie i wieży dużych widocznych z daleka krzyży. Na niektórych pojazdach montowano wieżyczki dowódcy z czołgu PzKpfw III.
Wykorzystywano również zdobyczne Matildy na froncie wschodnim. Najczęściej pojazdy pozbawiano wieży i służyły jako ciągniki ewakuacyjne. Wśród zdobytych czołgów w Budapeszcie w lutym 1945 roku był jeden czołg Mk II Matilda będący wcześniej na wyposażeniu 13. Dywizji Pancernej.

## Zachowane pojazdy
Do dziś zachowało się około 45 czołgów Mk II Matilda różnych wersji, jak również pojazdów specjalnych. Stan zachowania pojazdów jest bardzo różny.
- Australia – około 30 sztuk.

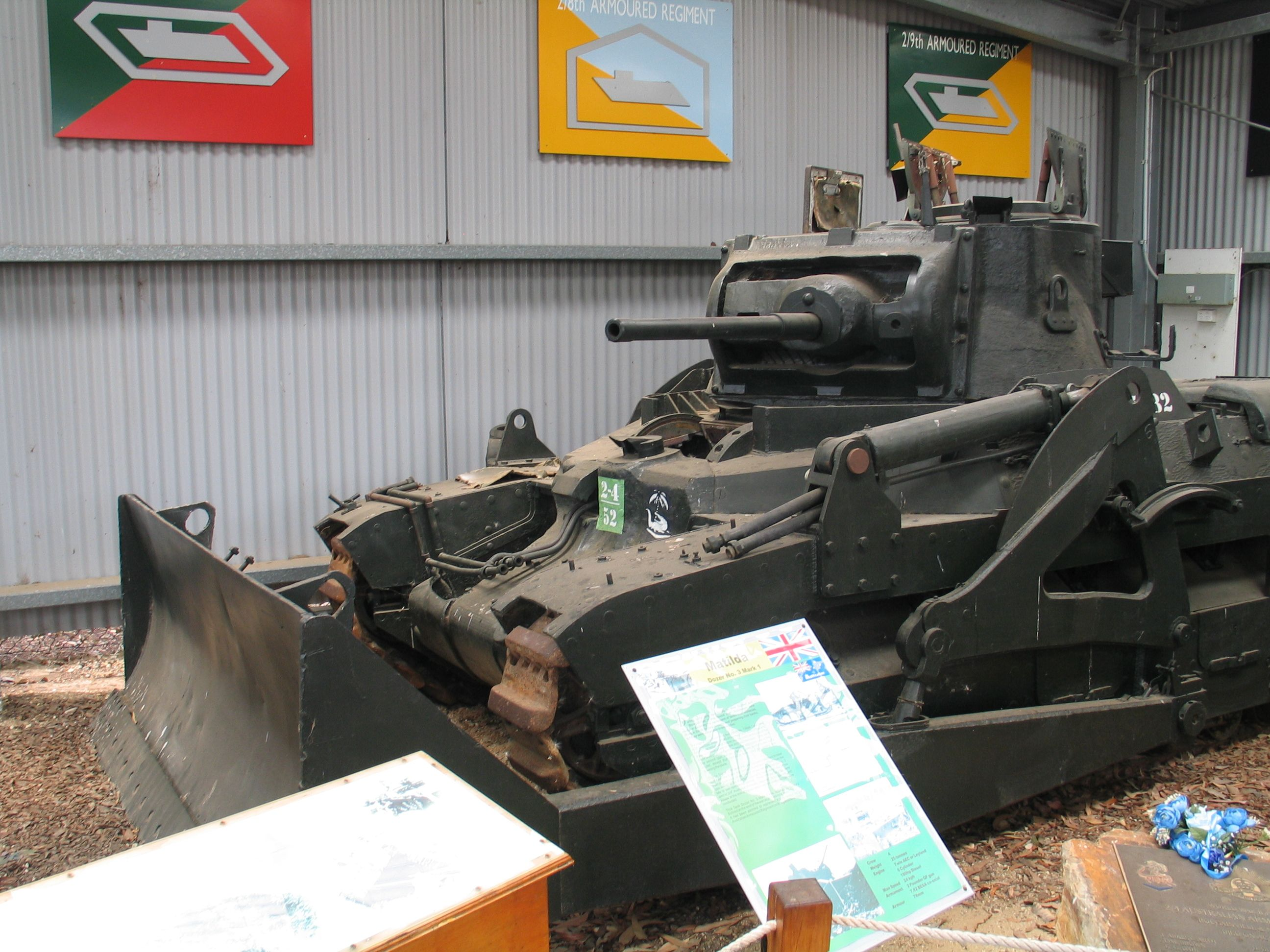
Matilda Dozer w Royal Australian Armoured Corps Tank Museum w Puckapunyal w Australii

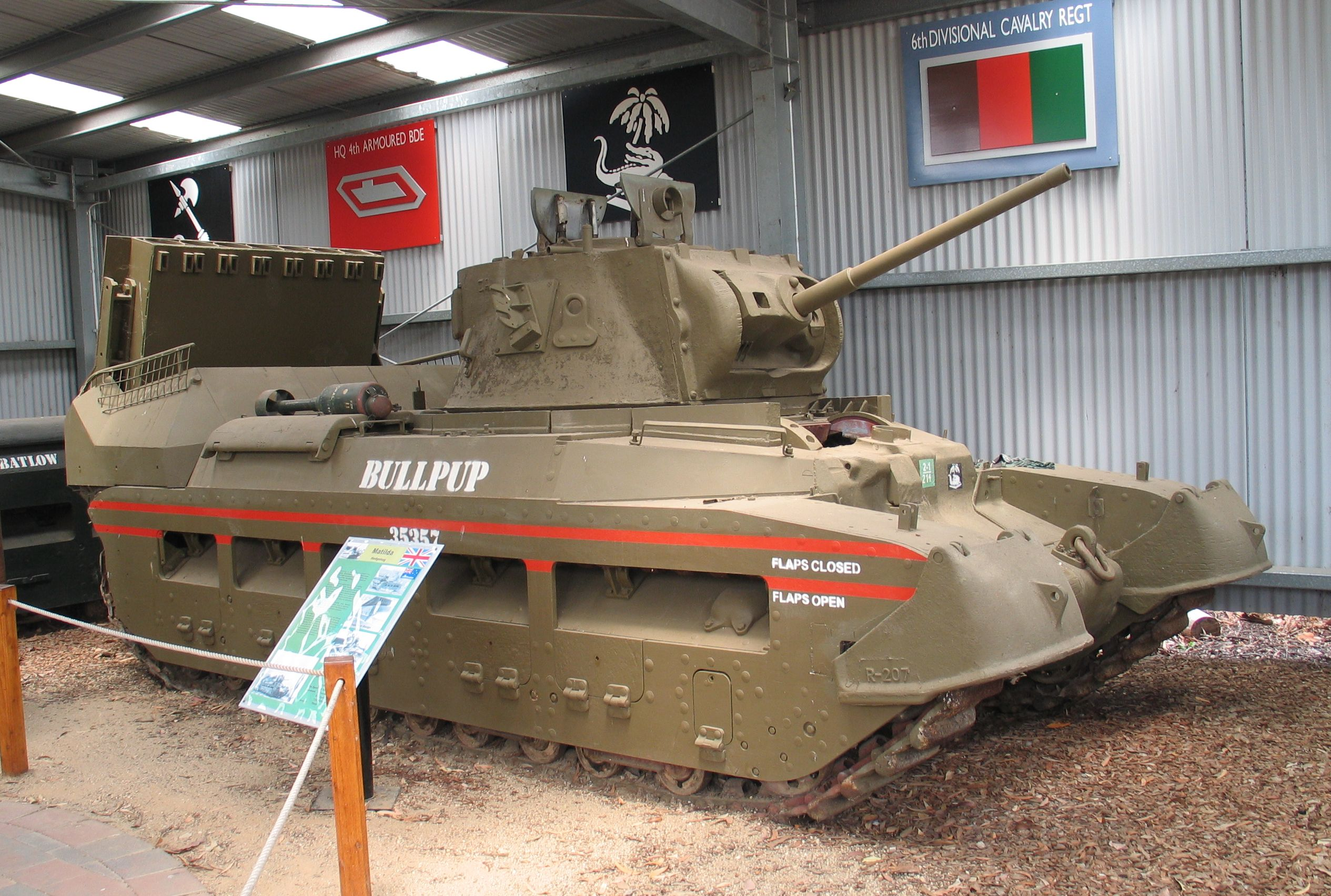
Matilda Hedgehog w Royal Australian Armoured Corps Tank Museum w Puckapunyal w Australii

Najwięcej pojazdów znajduje się w Australii, gdzie część pojazdów należy do prywatnych kolekcjonerów. Wśród zachowanych pojazdów znajdują się pojazdy seryjne, jak również w odmianie CS oraz Matilda Frog, Matilda Dozer i Matilda Hedgehog. Pojazdy znajdują się m.in. w Royal Australian Armoured Corps Tank Museum w Puckapunyal, w Australian Armour and Artillery Museum w Cairns i w Melbourne Tank Museum.
- Wielka Brytania – 5 sztuk

Zachowane pojazdy w Wielkiej Brytanii znajdują się w Bovington Tank Museum (w tym Matilda CDL) oraz Matilda IV w Imperial War Museum w Londynie. 2 pojazdy są w kolekcjach prywatnych.
- Rosja – 2 sztuki

Obie Matildy zachowane w Rosji to pojazdy w wersji CS. Jeden pojazd Matilda IV CS znajduje się w Muzeum Czołgów w Kubince, a drugi Matilda III CS w Parku Zwycięstwa na Pokłonnej Górze w Moskwie.
- USA – 2 sztuki

W United States Army Ordnance Museum położonym na terenie Aberdeen Proving Ground znajduje się Mk IIA Matilda II. Czołg jest niekompletny. Drugi pojazd Matilda IV znajduje się w prywatnej kolekcji.
- Izrael – 1 sztuka

Czołg w wersji Mk III znajduje się w Muzeum Yad la-Shiryon w Latrun.
- Kanada – 1 sztuka

Czołg w wersji Mk IIA Matilda II znajduje się w Canadian Forces Base w Borden.
- Belgia – 1 sztuka

Czołg w wersji Matilda III znajduje się w Heintz Barracks w Bastogne.
- Francja – 1 sztuka

Czołg w wersji Matilda III znajduje się w Musée des Blindés w Saumur.
- Indie – 1 sztuka

Jeden pojazd nieznanej wersji znajduje się w Armoured Corps Museum w Ahmednagar.